# 11679 Brucebaker
11679 Brucebaker è un asteroide della fascia principale. Scoperto nel 1998, presenta un'orbita caratterizzata da un semiasse maggiore pari a 2,1514616 UA e da un'eccentricità di 0,0768134, inclinata di 2,55034° rispetto all'eclittica.